# エム・シーシー食品
エム・シーシー食品株式会社（エムシーシーしょくひん、英文名称MCC FOOD PRODUCTS CO,. LTD.）は、兵庫県の食品メーカー。調理缶詰やレトルト食品、業務用冷凍食品などの製造を行う。

## 主な製品
家庭用
- ワールドデリシャスシリーズ（カレー、スープなどの缶詰）
- 神戸カレーシリーズ（レトルトカレー）
- 味道（丹波黒、日向金柑の缶詰）
- 神戸長田牛すじぼっかけ
- 松井家秘伝のカレー（レトルトカレー・通販限定、ニッポン放送が販売元と当社の製造元）

業務用
- 缶詰・レトルト食品（カレー、デミグラスソース、パスタソースなど）
- 冷凍食品（コロッケ、ピラフ、ハンバーグなど）

## 沿革
- 1923年（大正12年）- 水垣商店を創立。
- 1931年（昭和6年）- 現在の神戸工場でイワシ、いちごジャムなどの缶詰製造を開始。
- 1946年（昭和21年）- 戦時統合により、兵庫缶詰工業を設立。
- 1954年（昭和29年）- エム・シーシー食品株式会社設立。
- 1959年（昭和34年）- 調理缶詰（ミートソース・ドライカレー）の製造開始
- 1960年（昭和35年）-「世界の味」食品全類に商標登録
- 1963年（昭和38年）- 東京支店を開設。
- 1964年（昭和39年）- 東京オリンピック選手村にいちごジャムを納品。
- 1965年（昭和40年）- 
  - 東海道新幹線のビュッフェ、のちに食堂車にカレー缶詰他を納入。
  - 米国農務省指定工場として、日本初の認定を受け、スキヤキ缶詰を輸出
- 1968年（昭和43年）- 調理冷凍食品（クリームコロッケ）- の製造を開始
- 1971年（昭和46年）- 神戸第4工区に冷凍食品工場完成（現・甲南工場）。
- 1972年（昭和47年）- 福岡支店を開設。
- 1973年（昭和48年）- 名古屋営業所を開設。
- 1975年（昭和50年）- 豪州で牛肉缶詰（クックドビーフ）現地製造。
- 1978年（昭和53年）- ドイツ製熱水式回転殺菌機を日本で初めて導入。日本古来の伝統食品として「味道・丹波黒」を製造開始。
- 1979年（昭和54年）- 米国に現地法人「MCC Foods American, Inc.」を設立。
- 1980年（昭和55年）
  - 米国にレストラン「ザ・ライスロード」1号店オープン。
  - 中国・天津市にて学校給食向け、牛肉水煮缶詰の開発・輸入開始。
  - 業務用缶詰「タヒチカレー」を発売。今日までロングセラーとなる。
- 1981年（昭和56年）- ポートピア'81にレストラン「ザ・ライスロード」を出店、世界の米料理を紹介。
- 1982年（昭和57年）- レトルトパウチ食品の製造開始。
- 1984年（昭和59年）- 学校教育法30周年で文部大臣賞を受ける。
- 1985年（昭和60年）- 日本缶詰協会・缶詰品評会で「プレザーブタイプ・いちごジャム」が農林水産大臣賞を受賞。
- 1986年（昭和61年）- MCCショールーム「味道ラウンジ」を開設。
- 1987年（昭和62年）
  - 水垣宏隆が代表取締役社長に就任。
  - 神戸第2工区（六甲アイランド入口）にて冷凍倉庫（現・住吉工場）が稼働。
- 1988年（昭和63年）- 中国・海南島で食品生産開始。業務用冷凍食品「イタリアンピッツァクラスト」を発売。
- 1989年（平成元年）
  - 米国でクッキングソース（ライスロードソース）の現地生産を開始。
  - ジョイントベンチャーによるピッツァ専用工場「株式会社パスタロード」を設立。
- 1990年（平成2年）- 米国にレストラン「ザ・ライスロード」2号店オープン。
- 1991年（平成3年）
  - 缶詰製造60周年を迎える。
  - 甲南工場に大型冷凍設備を増設。
  - 米国製クッキングソース（ライスロードソース）が全米シェフ協会のゴールドメダルを受賞（以後3年連続受賞）。
- 1992年（平成4年）- 業務用缶詰「タヒチカレー」が日本食糧新聞社より、ロングセラー賞を受賞。
- 1993年（平成5年）- レストラン「ザ・ライスロード東京」オープン。
- 1994年（平成6年）- 創立40周年。業務用レトルトパウチ食品「マサラカレーシリーズ」発売。
- 1995年（平成7年）1月17日 - 同日に発生した阪神・淡路大震災で被災。
- 1997年（平成9年）
  - 業務用冷凍食品「ピッツァシリーズ」年間販売量280,000ケース突破。
  - 甲南工場が食品衛生優良施設として厚生大臣賞を受賞。
- 1998年（平成10年）
  - 業務用冷凍食品「神戸そばめし」発売。
  - 日本缶詰協会・缶詰品評会で家庭用缶詰「味道・丹波黒」が農林水産大臣賞を受賞。
- 1999年（平成11年）
  - 日本缶詰協会・レトルト品評会で家庭用レトルトパウチ「きのことビーフのカレー」が農林水産大臣賞を受賞。
  - カナダ・ゼネッティ社と技術提携、一次加工原材料の委託製造開始。
  - 創業者である水垣宏三郎が永眠。
- 2000年（平成12年）- ホームページを開設。第4次経営中期計画がスタート（経営資源の集中、協創の理念、調理技術の革新）。
- 2001年（平成13年）
  - 業務用缶詰「スーパーデミグラスソース」を発売。
  - 家庭用レトルトパウチ「神戸カレーシリーズ（100年前のビーフカレー・100時間かけたカレー）」を発売。
  - 家庭用缶詰「神戸クラシック」（4種）を発売。
  - 可食容器の開発、電子レンジ対応容器の採用。
- 2002年（平成14年）
  - 日本缶詰協会主催第29回缶詰品評会で調理缶詰「牛肉の赤ワイン煮」が日本缶詰協会賞を受賞。
  - 神戸・長田TMOとの共同開発「神戸長田牛すじぼっかけカレーラーメン」と「神戸長田牛すじぼっかけカレー」を新発売。
  - 家庭用レトルトパウチ食品「100時間かけたハヤシ」を新発売。

- 2003年（平成15年）
  - ISO9001：2000（品質マネジメントシステム）を認証取得。
  - 日本缶詰協会主催第24回レトルト食品品評会で「ガヴィアルのチキンカレー」が日本缶詰協会賞を受賞。
- 2004年（平成16年）
  - 「地産地消」を目指し、契約農業団体とのコラボレーションによる「兵庫県産バジル」の実験栽培を加西市、龍野市で実施。
  - 「第5次中期経営計画」スタート。
  - 日本缶詰協会主催第25回レトルト食品品評会で「ボロニア風ミートソース」が農林水産大臣賞を受賞。
- 2005年（平成17年）
  - バジルの「地産地消」を目指し、兵庫県内の農業団体との栽培契約とコラボレーションにより、龍野市と一宮町で第2回のテスト栽培を開始。兵庫県農林水産部農政企画局消費流通の「食品産業・産地連携新製品開発事業」認定を受ける。
  - 水垣宏隆が、会社業績の発展と食品業界並びに地域社会への幅広い貢献が認められ、2005年（平成17年）春の褒章で「黄綬褒章」を受章。
  - 「ソースdeハンバーグ シリーズ」が日本食糧新聞社主催「第9回業務用加工食品ヒット賞（洋食部門）」を受賞。
  - 「野菜のスープカレー」が第26回レトルト食品品評会で「農林水産省総合食料局長賞」を受賞。

- 2006年（平成18年）
  - 東京支店が、港区高輪から港区港南に移転。
  - 甲南工場の全製造・包装ラインにX線異物検出機を設置。
- 2008年（平成20年）
  - 9月5日 -「神戸餐庁汁なしあえ麺の素シリーズ」が日本食糧新聞社の「第12回業務用加工食品ヒット大賞（中華部門）」を受賞。
  - 10月23日 - 水垣宏隆が日本食糧新聞社制定・農林水産省後援「食品産業功労賞（生産部門）」を受賞。
  - 12月10日 - 水垣宏隆が「神戸市産業功労者表彰」を受賞。
- 2010年（平成22年）12月 - 韓国の毎日乳業と提携し、韓国内でカレーの販売を開始。